# Ratusz w Darłowie
Ratusz w Darłowie – funkcję ratusza w Darłowie pełnią dawne hale targowe, przebudowane w 1725 poprzez dobudowanie jednej kondygnacji. Budowli nadano styl barokowy. Nad głównym wejściem znajduje się kamienny renesansowy portal pochodzący z poprzedniego ratusza, który spłonął w 1722. Przed ratuszem znajduje się fontanna z 1919.

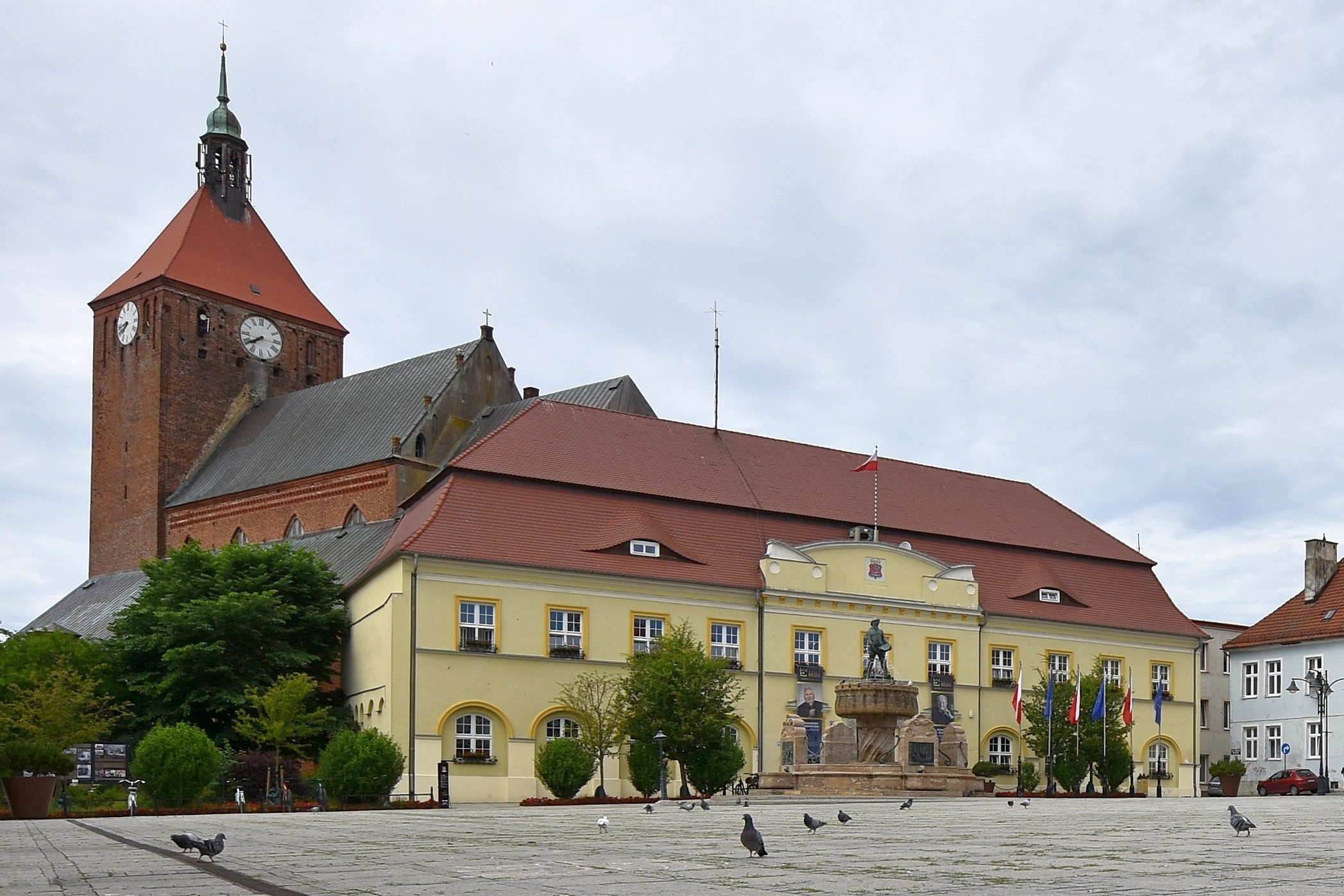
Elewacja boczna
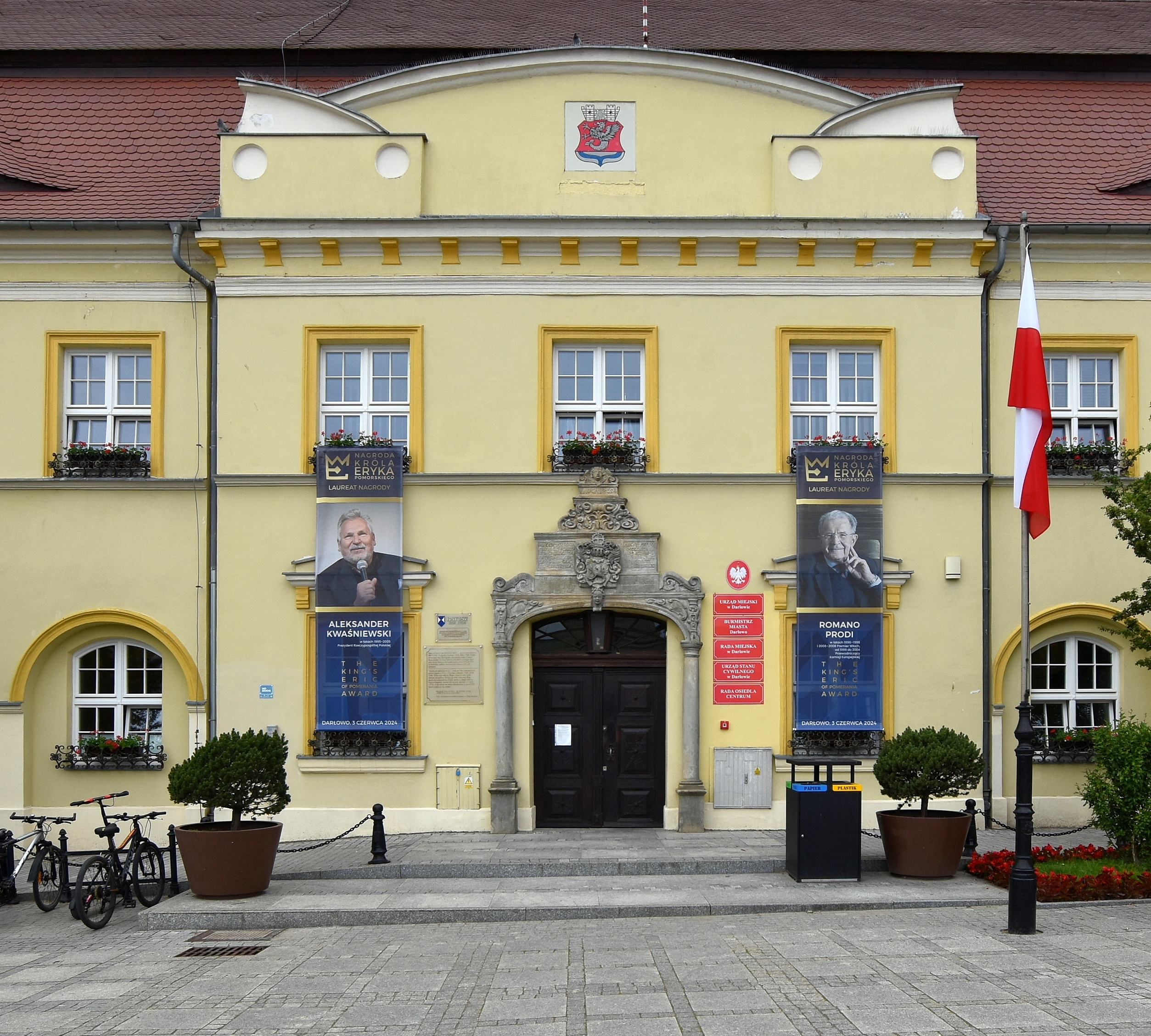
Portal ratusza